# 992 هـ
992 هـ هي سنة في التقويم الهجري امتدت مقابلةً في التقويم الميلادي بين سنتي 1584 و1585.

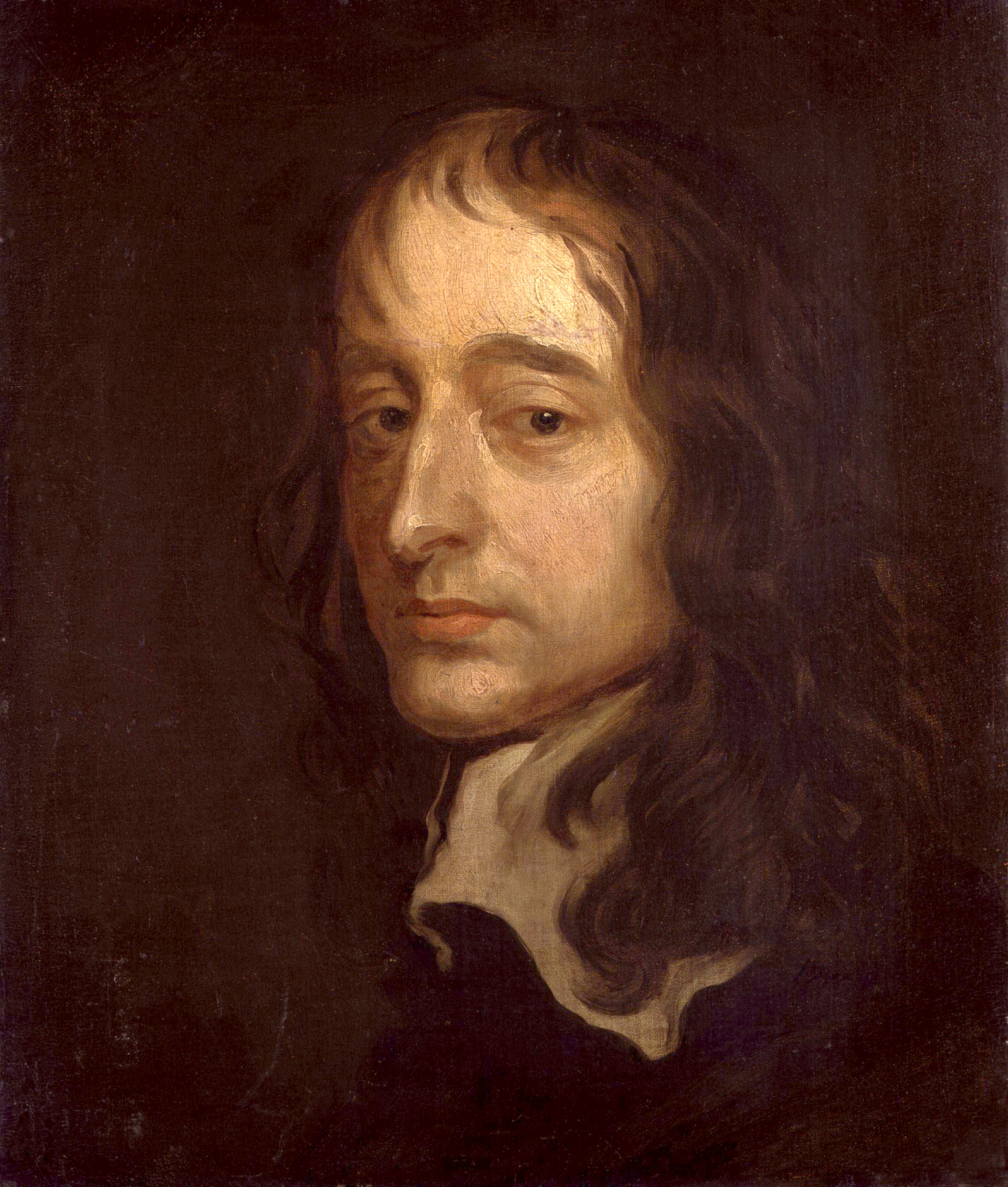
جون سلدن

## مواليد
- جون سلدن

## وفيات
- ابن قاسم العبادي
- محمد ابن نمي الثاني
- ابن لالي بالي